# Daniel Edelman (Fußballspieler)
Daniel Ethan Edelman (* 28. April 2003 in Warren Township, New Jersey) ist ein US-amerikanischer Fußballspieler.

## Karriere

### Verein
Von der Players Development Academy ging Edelman Anfang 2020 in die Akademie von Red Bull New York über. Am 18. Juli 2020 gab er bei einer 0:1-Niederlage der zweiten Mannschaft gegen Hartford Athletic sein Debüt in der USL Championship. In der darauffolgenden Saison wurde er Stammspieler und trug in manchen Partien die Kapitänsbinde. In der Saison 2022 debütierte er für das MLS-Team, als er bei einem 3:1-Sieg über die San José Earthquakes in der 74. Minute für Dru Yearwood eingewechselt wurde.

### Nationalmannschaft
Nach seiner Zeit bei der U16 nahm Edelman mit der US-amerikanischen U20 nach ersten Einsätzen im November 2021 an der CONCACAF Meisterschaft 2022 teil und gewann mit seinem Team das Turnier, bei dem er in drei Partien auch als Kapitän fungierte. Anschließend gehörte er zum Kader bei der Weltmeisterschaft 2023, bei der er in allen Partien seines Teams auf dem Platz stand und drei Mal die Kapitänsbinde trug. Seit März 2023 kommt er auch für die U23 zum Einsatz.